# Pascal Rostain
Pour les articles homonymes, voir Rostain.
Pascal Rostain (né le 12 août 1958 à Brest) est un photographe, auteur  et directeur d'agence de presse français.
Il travaille le plus souvent en équipe avec Bruno Mouron.

## Biographie
Il rejoint l’équipe de Paris Match en 1978. 
En 1986, il crée avec Bruno Mouron l’agence de presse Sphinx ; il collabore régulièrement avec de grands magazines internationaux, comme Stern, Vanity Fair, Sunday Times Magazine, Gente, Oggi, El Mundo, Le Figaro Magazine ou Paris Match.
En octobre 2013, l’exposition de Bruno Mouron et Pascal Rostain, intitulée « Autopsie » et présentée à Opera Gallery, est sélectionnée en vue de l'exposition universelle de 2015 (Milan) pour représenter la France.

## Expositions
- Trash, mars 2007, présentant 30 grands formats leur première œuvre d'art trash sur les poubelles des célébrités.
- 2005 : Soho gallery, New York, USA
- 2007 : MEP (maison européenne de la photographie), Paris
- 2007 : the Moscow house of photography, Russie
- 2007 : the city hall building, Singapour
- 2008 : Flux laboratory, Genève, Suisse
- 2008 : Cité des sciences et de l'industrie, Paris
- 2009 : Kaochsiung festival, pier2 Art Hub Taïwan
- 2009 : Rencontres d'Arles 40e édition, collection de la MEP Paris
- 2010 : Rencontres d'Arles, 41e édition
- 2010 : Grande halle de la Villette, Paris
- 2010 : Galerie Forêt verte, Paris
- 2011 : Kunsthalle zu Kiel, Allemagne
- 2012 : Centrum Beeldence kunst utrecht, Pays-Bas
- 2012 : Palais de Tokyo, Paris
- 2013 : Photomed
- 2014 : shirn kunsthalle, Francfort
- 2014 : MEP, Paris
- 2014 : Centre Pompidou-Metz
- 2015 : Exposition universelle, Milan